# الأسودية (جازان)
قرية الأسودية، إحدى قرى منطقة جازان وهي قرية سكنية تابعة لمركز المُوسَّم التابع لمحافظة الطوال جنوب غرب السعودية، تبعد أكثر من 50 كم باتجاه الجنوب الغربي من مدينة صامطة.

## الموقع
تعد قرية الأسودية من القرى الحدودية وتقع جنوب المملكة قبل الحدود اليمنية السعودية بحوالي 7 كم من جهة الجنوب و 3 كم باتجاه الشرق، كما تبعد حوالي 95 كيلومترا بالاتجاه الجنوبي الشرقي من مدينة جازان، وهي تقع عند خط طول 42 درجة وخط العرض 16 درجة، كما وتبعد حوالي 12 كيلو متر أيضاً عن مركز الموسم التي تقع غرب القرية.

## انظر ايضاً
- القنبور
- العرجين
- الغورة

## وصلات خارجية
- بيانات المجلس البلدي من الأمانة العامة لشؤون المجالس البلدية.[وصلة مكسورة]
- حصر الخدمات بالمدن والقرى بمنطقة جازان.
- دليل الخدمات بمنطقة جازان.
- مصلحة الإحصاءات العامة والمعلومات.